# Косово — сердце Сербии
Косово је срце Србије (с серб. — «Косово — сердце Сербии») — фраза, часто используемая как политический лозунг, возникший после речи, сказанной Слободаном Милошевичем на Газиместане в 1989 году, в честь 600-летия Косовской битвы.

## История
Принято считать, что первый раз Милошевич употребил фразу «Косово је срце Србије» 14 ноября 1989 в интервью агентству Рейтер. Считается[кем?] также, что после Милошевича лозунг стал использовать Воислав Коштуница и был популяризован в националистических кругах. Лозунг часто можно услышать или увидить надпись на баннерах во время футбольных матчей.
Эта фраза имеет определённый символический смысл: Сербия это тело, а Косово — сердце, а «Когда вы забираете сердце, вы забираете вместе с ним и жизнь» (Митрополит Серафим Кикотис), так как «нет замены сердцу» (Томислав Николич). Епископ рашко-призренский Артемий говорил:
Косово и Метохија није само територија Србије, него и њено срце. Без Косова и Метохије, Србија не постоји.
рус. Косово и Метохия - это не только территория Сербии, но и её сердце. Без Косова и Метохии Сербии не существует
Лозунг регулярно используется противниками независимости Косова. вместе с «Косово је Србија» и «Не дамо Косово», а иногда и радикальными «Убиј, закољи, да Шиптар не постоји» (с серб. — «убей, заколи и албанец не устоит»).
Среди сербских авторов есть тенденция подчёркивать центральное значение Косова, а некоторые показывают его как государственный центр тысячелетней истории сербского народа. Однако некоторые авторы оспаривают это, заявив, что история Косова намного короче, чем история Сербии, и что оно никогда не было государственным центром, а центром средневековой Сербии была Рашка и новая Шумадия.
1 октября 2015 года на матче московского «Локомотива» и «Скендербеу» лозунг использовался фанатами железнодорожников наряду с «Косово је Србија», и «Убиј Шиптара» (с серб. — «убей албанца»).